# Drongos
Els drongos són un grup de petites aus de l'ordre dels passeriformes que formen la família dels dicrúrids (Dicruridae). Viuen a les zones tropicals del Vell Món. Aquesta família era considerada molt més ampla, ja que abans s'incloïen dins ella un gran nombre de grups d'ocells australians, com ara els ripidúrids, i els monàrquids. El nom prové d'una de les llengües natives de Madagascar, on fa referència a l'espècie local, però ara s'ha ampliat a tots els membres de la família. Són aus generalment negres o grises amb reflexos metàl·lics.

## Taxonomia
Fa poc aquesta família es classificava en dos gèneres: Chaetorhynchus i Dicrurus. El gènere Chaetorhynchus que conté una única espècie, endèmica de Nova Guinea, que ha tingut una classificació controvertida, actualment és ubicat a la família dels ripidúrids, quedant únicament el gènere Dicrurus amb 28 espècies segons la classificació del Congrés Ornitològic Internacional: (versió 13.2, 2023):
- Gènere Dicrurus.
  - Dicrurus aeneus - drongo bronzat.
  - Dicrurus remifer - drongo de raquetes petit.
  - Dicrurus annectens - drongo becgròs.
  - Dicrurus paradiseus - drongo de raquetes gros.
  - Dicrurus lophorinus - drongo de Sri Lanka.
  - Dicrurus andamanensis - drongo de les Andaman.
  - Dicrurus sumatranus - drongo de Sumatra.
  - Dicrurus montanus - drongo de Sulawesi.
  - Dicrurus bracteatus - drongo escatós.
  - Dicrurus megarhynchus - drongo de Nova Irlanda.
  - Dicrurus hottentottus - drongo de crinera.
  - Dicrurus menagei - drongo de Tablas.
  - Dicrurus palawanensis - drongo de Palawan.
  - Dicrurus balicassius - drongo balicassiao.
  - Dicrurus striatus -- drongo cuacurt.
  - Dicrurus densus - drongo de la Sonda.
  - Dicrurus leucophaeus - drongo cendrós.
  - Dicrurus caerulescens - drongo ventreblanc.
  - Dicrurus waldenii - drongo de Mayotte.
  - Dicrurus forficatus - drongo de Madagascar.
  - Dicrurus aldabranus - drongo d'Aldabra.
  - Dicrurus fuscipennis - drongo de Grande Comore.
  - Dicrurus modestus - drongo modest.
  - Dicrurus adsimilis - drongo cuaforcat.
  - Dicrurus macrocercus - drongo reial.
  - Dicrurus ludwigii - drongo de Ludwig.
  - Dicrurus atripennis - drongo selvàtic.
  - Dicrurus sharpei - drongo de Sharpe.